# 人狼 JIN-ROH
《人狼 JIN-ROH》是Production I.G所製作，沖浦啓之執導的動畫電影，於2000年6月3日在日本上映。本片為押井守代表作「犬狼」系列作品。與真人電影《紅色眼鏡》、《絕地勇士》，並稱犬狼系列映像三部曲之一。但與前兩部作品不同的是，導演一職交給首度執導演筒的沖浦啓之擔任，押井僅擔任編劇。這是將古典童話中的「小紅帽」與「大野狼」，代入左派反體制的「紅」，與意指帝國主義體制的「狼」的寓言。

## 故事情節
「那場關鍵的敗戰過後数十年」——第二次世界大戰的戰敗國日本，在戰勝國德国的佔領統治下為了脫離混亂回歸國際社會，強制執行的經濟政策卻造成了失業者與犯罪增加，還形成一個名為「異端」（Sect）的激進派集團，並產生了超出自治體警方對應能力的武鬥事件，而造成深刻的社会問題。
而政府方面，為了牽制意圖昇格為国家警察的自治警，同時還得避免造成自衛隊執行治安出動的局面，因此組織了擁有高度戰鬥力的警察機關「首都圈治安警察機構」，通稱「首都警」。
在這種情勢下的東京街頭，出現學生的示威活動，自治警機動隊與他們進入對峙狀態。後方雖有擔任共同警備的首都警部隊待命，但首都警副長半田元，雖已察覺「異端」的人馬混入示威集團當中，卻仍以「現場指揮權還是在自治警手上」為由繼續旁觀。另一方面，「異端」想趁示威活動對機動隊發動攻擊，並利用下水道供應汽油彈給同夥。
其中一名混入的「異端」活動員，用紅衣少女所給的背包向機動隊投擲。背包中的強力炸彈爆炸，街頭被烈焰與爆音所籠罩，並炸傷多名機動隊員。指揮官於是下達鎮壓示威命令，機動隊與示威集團正式發生衝突。
趁地面的混亂潛進下水道移動的「異端」活動人員，在途中遭到首都警的戰鬥部隊「特機隊」包圍。特機隊頭戴冷冽面罩，身穿鎧甲般的裝甲服並手執MG42通用機槍，將手持泛用機槍的活動員團團圍住。雖然他們下達棄械投降的指示，但活動員卻陷入半狂亂狀態，而對特機隊以衝鋒槍開火掃射。特機隊立即迎戰，將活動員以泛用機槍打成蜂窩盡數擊斃。
先前將炸彈交給活動員的紅衣少女，則在下水道的另一處聽到了交戰聲響。而她是主要負責傳送武器的「異端」成員，通稱「小紅帽」其中之一，她則是帶了另一枚炸彈另行行動。
她雖然發現同夥被特機隊殲滅而試圖逃走，但很快就被特機隊包圍了。進行包圍的其中一名隊員伏一貴巡查要她投降，但少女卻意圖以炸彈自爆。「為什麼？」伏一貴陷入疑惑中，根本沒聽到同僚的開火指示。此時少女心意已決，拉開了炸彈引信。千鈞一髮之際特機隊同僚護住了伏，下水道傳來強烈的爆炸聲。
由於爆炸的影響以致於地面出現停電，示威集團也趁暗逃走。
数日後，首都警眾幹部開始商討今後的對策。特機隊的攻擊性色彩原本就已遭輿論非議，再加上先前的示威活動中，自治警機動隊因為特機隊處理不當而造成鎮壓失敗，讓嫌犯乘隙逃走之故，來自自治警方面的批判聲浪更甚。特機隊長巽志郎主張中止與自治警之間的共同警備體制，但警備部長安仁屋勳與公安部的室戶文明則採慎重論調。結果，僅決定對當時未能採取適切行動的伏一貴下達處分後，會談就此收場。
後來，在聽證會上遭到究責的伏，接獲命令前往首都警培訓學校接受再訓練。
伏委託同期友人邊見敦調查自爆少女七生之事，並造訪了她的墓地。而他在七生的墓前，與自稱是七生姊姊的少女雨宮圭相遇。之後兩人之間的關係開始越來越深，但這卻是室戶與其手下邊見所策劃的陷阱。事態終於演變成特機隊與自治警公安部及其幕後黑手首都警公安部之間的交火，化為警察内部的「内戰」。

## 製作
原作為《犬狼伝説》（日本出版社）、《犬狼伝説・完結編》（角川書店）。均為描述日本在第二次世界大戰後於德國佔領下（第二次威瑪政權），首都警察隊員的活躍故事。
「犬狼」系列除了部分作品外，均以架空的第二次世界大戰中，德、義軸心國與日、英同盟雙方的戰爭（美國因第一次世界大戰以前即貫徹門羅主義故未參戰，德國在1942年的政變後擺脫納粹影響，德蘇戰爭最後則以平手收場）之後，日本成為戰敗國遭德軍佔領的架空設定為基礎。本作品的背景，即為這個世界觀之下的昭和37年（1962年）。全片極力排除電腦動畫（但並非完全不使用），而多以手繪賽璐珞動畫來表現，常被評為「20世紀最後的高水準賽璐珞動畫」。
為主角伏一貴配音的，則是在真人版前作《絕地勇士》中演出的藤木義勝。為女主角雨宮圭配音的武藤寿美，則因本片之緣與沖浦導演結婚，後來也在其夫沖浦擔任作畫監督的押井守作品《攻殼機動隊2 INNOCENCE》參與配音演出。另外在押井作品《紅色眼鏡》與《祖先大人萬萬歲！》中均由玄田哲章演出及配音的「室戸文明」此一角色，本片中也有登場，但並非由玄田配音，而是由廣田行生擔任。
由人物設定西尾鉄也執筆的插畫小單元「週刊少年人狼」（週刊少年ひとおおかみ），也於Production I.G的官網內公開，以本片登場角色阿川七生拿來搞笑的「自爆妹」（ジバクちゃん）廣獲好評，甚至還單獨推出了週邊商品。而這個點子後來從犬狼系列延伸至《機動警察》，而發展成電影《機動警察迷你版》。
另外本作除DVD外並曾發行LD版，也成為BANDAI VISUAL的末代LD商品。在2008年則發售了BD版。本片在台灣曾於金馬國際影展放映，後於AXN頻道播出，但電視播出時部分血腥畫面則遭剪除。
2017年，發表了本片將由韓國電影導演金知雲翻拍為真人版的消息，這部由姜棟元、韓孝周、鄭雨盛、韓藝璃等人參與演出的《人狼》，於2018年7月在韓上映。

### 製作人員列表
- 原作、編劇：押井守
- 導演：沖浦啓之
- 演出：神山健治
- 構成協力：今敏（友情協助，演職員表中未列名）
- 人物設定：沖浦啓之、西尾鐵也
- 美術設定：渡部隆
- 車輛設定：平松禎史
- 作畫監督：西尾鐵也
- 副作畫監督：井上俊之
- 作畫監督補佐：井上銳、古屋勝悟
- 美術監督：小倉宏昌
- 槍械設定：黄瀨和哉
- 片中繪本插畫：小原秀一
- 數位動畫：松本薰、山崎嘉雅
- 特機隊裝甲服設計原案：出渕裕
- 首都警警徽設計：高田明美
- 音樂：溝口肇
- 音響監督：若林和弘
- 效果：野口透（アニメサウンド）
- 動畫製作：Production I.G
- 製作：BANDAI VISUAL、Production I.G 等

### 角色配音人員列表
- 伏一貴：藤木義勝
- 雨宮圭：武藤壽美
- 辺見敦：木下浩之
- 室戸文明：廣田行生
- 半田元：吉田幸紘
- 巽志郎：堀部隆一
- 阿川七生：仙台エリ
- 安仁屋勲：中川謙二
- 自治警幹部：大木民夫
- 塔部八郎／旁白：坂口芳貞
- 其他：古本新之輔、松尾銀三、松山鷹志、長克巳、村井克行、尾形雅宏、沖田蒼樹、樫井笙人、浜田賢二、村井かずさ、小暮英麻、青木誠、新垣正明 等

## 外部連結
- Production I.G官方網站的作品介紹 （英文）（页面存档备份，存于）
- 電影動畫 人狼 JIN-ROH（2000） - allcinema （日語）